# كماس إشقيلي
كماس إشقيلي (الاسم العلمي:Camassia scilloides) هو نوع من النباتات يتبع جنس الكماس من الفصيلة الهليونية.